# Bernhard Spalt

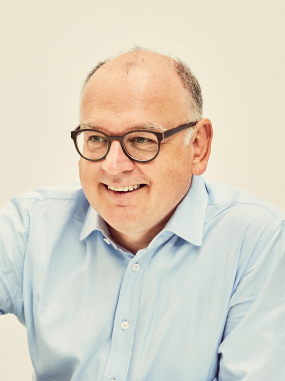
Bernhard Spalt (2020)

Bernhard Spalt, auch Bernd Spalt, (* 1968) ist ein österreichischer Bankmanager. Von 2016 bis 2018 war er Vorstandsvorsitzender der Erste Stiftung. Von 1. Jänner 2020 bis 30. Juni 2022 war er Vorstandsvorsitzender der Erste Group.

## Leben

### Herkunft und Ausbildung
Bernhard Spalt wurde als Sohn von Armin Spalt geboren, der von 1977 bis 1997 ÖVP-Bürgermeister von Nüziders in Vorarlberg war. Nach der Matura begann er ein Studium der Rechtswissenschaften, das er 1992 an der Universität Wien als Mag. iur. mit Spezialisierung auf Europäisches Recht abschloss.

### Karriere
Seine berufliche Laufbahn begann er 1991 in der Rechtsabteilung der Erste Bank, wo er als Spezialist für internationale Kreditvereinbarungen und im Bereich Kreditrestrukturierungen tätig war. 1997 übernahm er das Vorstandssekretariat, 1999 wechselte er in die Erste-Tochter nach Prag, wo er nach der Übernahme der Česká spořitelna bis 2002 für das Problemkreditmanagement notleidender Kredite zuständig war.
2002 kehrte er als Leiter des strategischen Risikomanagements nach Wien zurück und baute das Konzernrisikomanagement der Gruppe auf. Von 2006 und 2012 war er Risikovorstand (Chief Risk Officer, CRO) der Erste Group. Von 2012 bis 2015 war er im Vorstand der Erste Bank Hungary für das Risikomanagement verantwortlich und anschließend in gleicher Funktion in der Slovenska Sporitelna. 2017 übernahm er das Risikomanagement der Banca Comercială Română (BCR). Von 2018 bis Juni 2019 war er Risikovorstand der Erste Bank Österreich und trug auch die Verantwortung des strategischen Risikomanagements in der Erste Group Bank.
Ab 2012 war er Mitglied des Vorstands der Erste Stiftung und ab 2016 Vorstandsvorsitzender. Mit Jahreswechsel 2018/19 folgte ihm Mario Catasta in dieser Funktion nach.
Im September 2018 wurde er vom Aufsichtsrat der Erste Group zum Vorstandsvorsitzenden der Erste Group ab 1. Jänner 2020 bestellt. Er folgte in dieser Funktion Andreas Treichl nach. Von Juli bis Dezember 2019 war Spalt stellvertretender Vorstandsvorsitzender der Erste Group. Sein Vertrag als Vorstandsvorsitzender wurde zunächst bis 30. Juni 2023 abgeschlossen. Im Juni 2020 wurde Spalt bei der Spartenkonferenz der Bundessparte Bank und Versicherung der Wirtschaftskammer Österreich als Nachfolger von Andreas Treichl zum Bundesspartenobmann gewählt.
Im Mai 2022 wurde bekannt, dass er seinen Vertrag als Vorstandsvorsitzender der Erste Group aufgrund von Differenzen bei der Umsetzung der Strategie nicht verlängern werde. Am 15. Juni 2022 wurde Willibald Cernko vom Aufsichtsrat zu seinem Nachfolger ab 1. Juli 2022 gewählt. Im April 2023 wurde Spalt in den Aufsichtsrat der Österreichischen Post gewählt.
Am 11. September 2023 wurde bekannt, dass Spalt am 1. Jänner 2024 als Nachfolger von Marcus Chromik Risikovorstand der Commerzbank AG in Deutschland wird.

### Privates
Spalt ist verheiratet und Vater einer Tochter. Er gilt als Cineast und Schachspieler.